# Luise Niedermaier
Luise Niedermaier (* 20. April 1908 in München; † 15. Juli 1997) war eine deutsche Kunstmalerin.

## Leben
Luise Niedermaier wurde 1908 in München geboren, der Vater kam aus Dietfurt an der Altmühl, die Mutter aus Niederbayern. Die Familie wohnte in München stets rechts der Isar, zuletzt in der Tegernseerlandstraße.
Aus eigenem Antrieb besuchte Luise Niedermaier ab 1942 die Zeichenklasse Adolf Schinnerer (1876–1949) und die Malklasse von Julius Hess (1876–1957) an der Akademie der Bildenden Künste München und war mit Karoline Wittmann (1913–1978) und Gabriele Thiersch (1920–2000) befreundet. In den 50er Jahren ging Luise Niedermaier oft mit Karoline Wittmann in den Tierpark zum Zeichnen oder Landschaften in der Umgebung München bzw. zum Abendakt bei Max Mayrshofer an der Münchner Akademie.
Nach der Pensionierung der Professoren Adolf Schinnerer und Julius Hess 1946 wechselt Niedermaier in die Malklasse von Hans Gött (1883–1974), wo Luise Niedermaier u. a. Heidy Stangenberg-Merck und Wendelin Schied begegnete.
Luise Niedermaier starb am 15. Juli 1997 in München und wurde im elterlichen Grab auf dem Perlacher Friedhof beigesetzt.
Sie war Mitglied der Neuen Münchener Künstlergenossenschaft (NMKG).

## Werke
- Törwang. Öl auf Leinwand (1943)
- Selbstbildnis beim Malen an der Staffelei. Öl auf Hartfaser (um 1960)
- Mädchen. Öl auf Pappe (um 1950/55)
- Gärtnerei am Münchner Stadtrand. Öl auf Pappe (um 1950)
- Im Tierpark. Öl auf Hartfaser (um 1965)
- Vase mit Laub und Rosen. Öl auf Pappe (um 1960)
- Seefeld in Tirol. Öl auf Leinwand (1965)
- Schrebergärten am Münchner Stadtrand. Öl auf Leinwand (1965)
- Bayrisches Dorf. Öl auf Leinwand (1970)
- Bergen aan Zee. Gouache (1968)
- Landschaft mit Häusern. Aquarell. (1948)
- Gartenlandschaft. Aquarell (um 1970)
- Gärten bei München. Aquarell (um 1965)
- Usambaraveilchen. Gouache (1982)
- Begonien. Gouache (Juni 1991)
- Varkisa bei Athen. Wachskreide über Gouache (6. Juni 1972)
- Zwei Elefanten im Zoo. Wachskreide (5. Januar 1972)
- Nashörner im Tierpark. Wachskreide (23. April 1974)
- Stillleben mit Blattpflanzen und Blüten. Wachskreide (November 1975)
- Blumenstilleben. Wachskreide (7. November 1976)
- Aus Griechenland. Wachskreide (1972)
- Föhn in Törwang – Blick auf Grainbach. Wachskreide (1975)

Bilder von Luise Niedermaier wie Törwang 1943, Zwei Elefanten im Zoo 1972 und andere befinden sich in der Sammlung Paul Maria Wittmann, Buchheim Museum – Stiftungsfonds Karoline Wittmann.

## Ausstellungen
- 1949–1988 Jährliche Beteiligung an der Großen Kunstausstellung München
- 1955 Galerie Hielscher